# Margareta Källström
Elsa Margareta Källström, född 9 april 1947, är en svensk arkitekt.
Margareta Källström växte upp i Örebro och utbildade sig till arkitekt på Kungliga Tekniska Högskolan i Stockholm med examen 1971 samt i restaureringskonst på Kungliga Konsthögskolan i Stockholm 1992-93. Hon var en av grundarna av arkitektfirman Arksam, vilken senare gått in i AIX Arkitekter.
Margareta Källström arbetar huvudsakligen med restaurering och ombyggnad av äldre byggnader. Hon invaldes som ledamot av Konstakademien 2011.